# Demarest Building
El Demarest Building es un edificio comercial de usos múltiples en 339 Fifth Avenue en Midtown Manhattan, Ciudad de Nueva York (Estados Unidos). Fue construido para el carrocero Aaron T. Demarest en 1890 en el distrito comercial del centro para mostrar los vagones de alta gama que fabricaba allí. Fue el primer edificio con ascensor eléctrico. Pocos años después de la construcción, tuvo un incendio devastador que destruyó la mayoría de los 200 vagones de lujo en existencia en ese momento, valorados en casi 750 000 dólares de 2020. Después de que Demarest ya no lo usara para fabricar y exhibir lujosos carruajes tirados por caballos, se arrendó en secciones durante cien años. A 2021, se han presentado permisos para construit un edificio de gran altura de 21 pisos en su lugar, pero hay un esfuerzo activo para conservar dos fachadas importantes.

## Descripción
El Demarest Building está situado en la esquina noreste de la Quinta Avenida y la calle 33 en Midtown Manhattan, justo al este del Empire State Building. Fue diseñado por James Renwick Jr. del estudio de arquitectura Renwick, Aspinwall & Russell. Fue construido en 1889 y tuvo los dos primeros ascensores eléctricos exitosos instalados en él. Estaba en la Quinta Avenida, justo enfrente de la mansión de William Waldorf Astor, donde más tarde se construyeron los hoteles Waldorf-Astoria (y el Empire State Building). El Demarest Building albergaba al fabricante de carruajes de alta gama AT Demarest & Company, que vendía carruajes de lujo a personas adineradas en la ciudad de Nueva York. Algunos de ellos fueron William Backhouse Astor Jr., William Waldorf Astor y John Jacob Astor II, a los que se les inició un peaje más alto por poseer este tipo de vagones.
Anteriormente había tres mansiones de construcción de piedra rojiza (brownstone) en este lugar, con las direcciones 335, 337 y 339 de la Quinta Avenida. El edificio con estructura de hierro que Aaron T. Demarest había encargado se construyó con cuatro pisos de altura y originalmente tenía una base revestida de piedra. El ladrillo exterior era de color beige y tenía medallones y paneles de terracota que acentuaban la fachada. Las aberturas arqueadas de tres pisos están separadas por pilastras de ladrillo en el frente del edificio. Los arquitectos diseñaron estos arcos con ventanas para que las salas de exposición del interior estuvieran iluminadas con mucha luz. Las ventanas originales de dos pisos eran bahías de metal fundido construidas dentro de los arcos frontales. Se dice que este edificio de estilo arquitectónico Beaux-Arts con grandes arcos se asemeja al Carnegie Hall.

## Historia
El 26 de julio de 1893, el Demarest Building se incendió y destruyó muchos de los vagones de lujo fabricados y almacenados allí. El incendio se inició alrededor de las 3 de la mañana por causas desconocidas. Se estimó que hubo daños por alrededor de 5000 dólares (el equivalente de 144 019 dólares de la actualidad) al edificio y una pérdida de aproximadamente 25 000 dólares (el equivalente de 720 093 dólares de la actualidad) en transporte de mercancías. En ese momento, había más de 200 vagones de alta gama en el edificio. El incendio destruyó veinte vagones en el taller de reparaciones y en mayor o menor medida afectó erl resto de los equipos. El fuego fue alimentado por la madera curada, pinturas, aceites y barnices utilizados en la producción. El Hotel Waldorf estaba al otro lado de la calle y los invitados se despertaron con el ruido de los camiones de bomberos. Vieron cómo el fuego devastó el edificio y su contenido. El fuego no se extinguió hasta casi las 6 a. M.
Posteriormente, el Demarest Building se convirtió en oficinas y áreas de trabajo para pequeños fabricantes. En marzo de 1913, Friedrich Franz Friedmann, un joven médico de Berlín que afirmaba tener una cura para la tuberculosis, instaló un consultorio médico en el segundo piso del edificio. Iba a tener un equipo de médicos, diagnosticadores, bacteriólogos y personas asociadas con el gobierno de los Estados Unidos de Nueva York para poner la cura a disposición del público por poco o ningún costo. En última instancia, el agente de arrendamiento del edificio no permitió que el médico tratara a los pacientes allí y finalmente se mudó a otra ubicación. Teitelbaum & De Marinis tuvo un negocio en el tercer piso desde 1911 hasta 1914 produciendo sombreros de alta gama. A partir de 1917, Harris Store utilizó el espacio de la planta baja para vender ropa masculina de alta gama. La firma de Flapper Coats se mudó al edificio en 1919. A partir de la década de 1920, gran parte del espacio del edificio fue utilizado por firmas de ropa como La Grecque Underwear Company. El fabricante de sombreros Hirschberg & Company estaba ubicado en el edificio al igual que la empresa de cristalería decorativa E. & J. Bass, Inc.
A partir de 2015, había planes para que el desarrollador Pi Capital Partners reemplazara el edificio y las estructuras vecinas con una nueva torre residencial. En 2019, Pi Capital presentó planes para un desarrollo de uso mixto de 26 pisos en el sitio del Demarest Building. Esto llevó a conservacionistas y grupos, incluida la Sociedad de Greenwich Village para la Preservación Histórica, a solicitar a la Comisión de Preservación de Monumentos Históricos de la Ciudad de Nueva York (LPC) que lo designara como un monumento oficial de la ciudad, protegiéndolo así de la demolición. Sin embargo, el LPC expresó su preocupación por las fuertes alteraciones efectuadas en el exterior del inmueble. A 2021 , está siendo reemplazado por un edificio de uso mixto de 21 pisos y 82 unidades con espacio comercial en la base y hasta cinco unidades residenciales en cada piso.